# Prémontré

Prémontré este o comună în departamentul Aisne din nordul Franței. În 1 ianuarie 2022 avea o populație de 596 de locuitori.

## Istoric
Aici a fost înființată în anul 1120 prima mănăstire a Ordinului Premonstratens, denumit astfel după localitatea Prémontré. (Vezi: en:Prémontré_Abbey)